# 平松純子

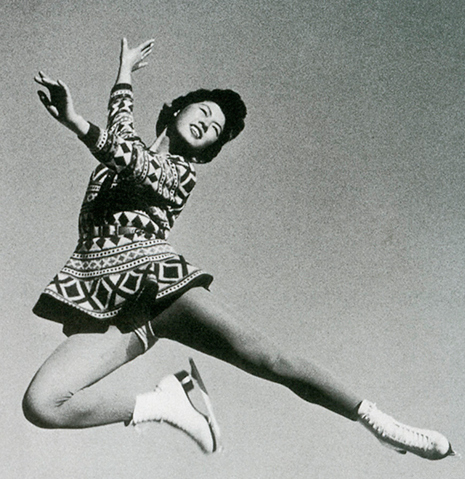
平松純子, 1963

平松 純子（ひらまつ じゅんこ、旧姓：上野、1942年11月1日 - ）は、日本のフィギュアスケートの元選手で、フィギュアスケート審判員、国際スケート連盟理事、神戸薬科大学体育学教授を務めた。兵庫県出身。甲南小学校、甲南女子中学校・高等学校、関西学院大学文学部卒業。母は同じくフィギュアスケート選手でのちに審判員となった上野衣子。

## 経歴
フィギュアスケート選手であった母の影響で10歳よりフィギュアスケートを始める。稲田悦子にも師事。全日本フィギュアスケート選手権女子シングルで5度優勝（1956年-1959年、1961年）。1960年スコーバレーオリンピック、1964年インスブルックオリンピックに出場。スコーバレーオリンピックでは日本女子選手初の旗手を務めた。
現役引退後は審判の道に進み、1971年より国際審判。ISU（国際スケート連盟）レフェリーおよびISUテクニカル・コントローラー（技術審判の責任者）の資格を保有しており、冬季オリンピックや国際スケート連盟主要主催大会である世界フィギュアスケート選手権などのレフェリーやテクニカル・コントローラーをしばしば務めた。1998年長野オリンピックでは審判員宣誓を行った。

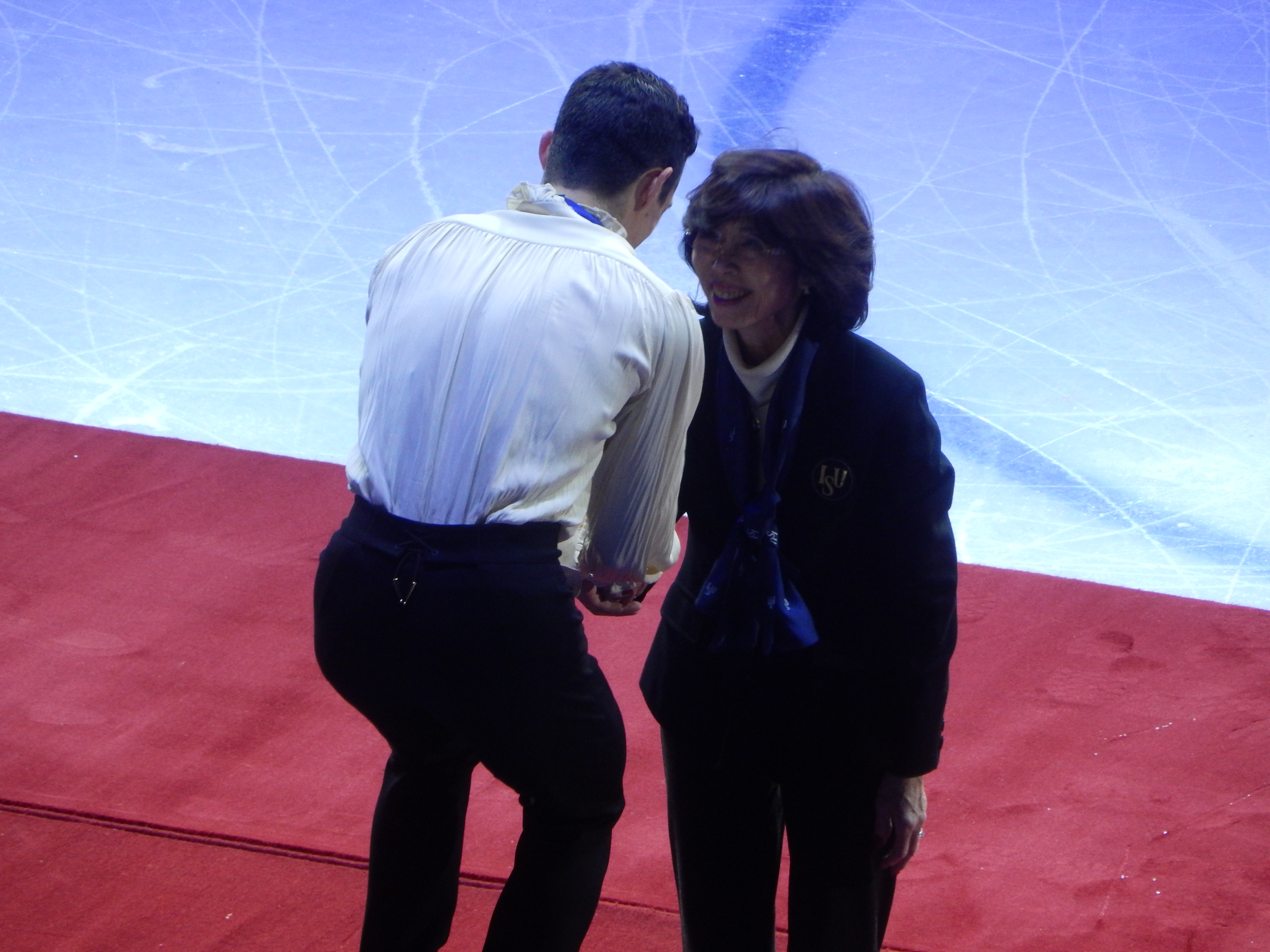
2018 ヨーロッパフィギュアスケート選手権

また、国際スケート連盟のフィギュア技術委員を務め、2002年ソルトレークシティオリンピックでのペアでの不正採点問題を契機として採用された新採点システムの導入に携わる。
2006年、日本スケート連盟久永勝一郎元会長らの不祥事によるフィギュア関連の理事総辞職に伴い、フィギュア委員長に就任した。
2008年、フィギュア委員長を辞任。大会実行委員長を務めた2007年世界選手権の運営に関し、連盟とコンサルティング会社との間に民事訴訟が発生したが、2009年に和解した。
国際スケート連盟理事、日本オリンピック委員会理事（女性スポーツ委員長）、神戸市教育委員などの要職を務め、2017年旭日小綬章受章。現在、日本オリンピアンズ協会常務理事。

## 主な戦績
| 大会/年          | 1955-56 | 1956-57 | 1957-58 | 1958-59 | 1959-60 | 1960-61 | 1961-62 | 1962-63 | 1963-64 |
| ---------------- | ------- | ------- | ------- | ------- | ------- | ------- | ------- | ------- | ------- |
| オリンピック     |         |         |         |         | 17      |         |         |         | 22      |
| 世界選手権       |         | 17      |         |         | 16      |         |         | 17      |         |
| 全日本選手権     | 1       | 1       | 1       | 1       | 2       | 1       | 2       | 3       | 3       |
| ユニバーシアード |         |         |         |         |         |         | 1       |         | 2       |

## 著作
- フィギュアスケート（成美堂出版、1984年）ISBN 9784415004389